# Hieracium depilatum
Hieracium depilatum es una especie de planta con flor del género Hieracium, de la familia Asteraceae, orden Asterales.

## Distribución
Hieracium depilatum se distribuye por Noruega y Suecia.

## Taxonomía
Fue descrita científicamente por Almq. ex Lindeb. Fue publicada en Skand. Hierac., ed. Poster.